# Wzgórze Ya-Pa 3 (album)
Wzgórze Ya-Pa 3 – debiutancki album studyjny polskiego zespołu hip-hopowego Wzgórze Ya-Pa 3, wydany 1 maja 1995 roku nakładem oficyny S.P. Records. Jedyny nagrany w oryginalnym składzie, jako trio Radoskór-Wojtas-Zajka i z udziałem pierwszego DJ-a grupy, DJ-a Feel-X-a (choć jeszcze jako muzyka sesyjnego).
Pochodzący z albumu utwór pt. „Libacja” znalazł się na 118. miejscu listy „120 najważniejszych polskich utworów hip-hopowych” według serwisu T-Mobile Music.

## Lista utworów
1. „Wzgórze Ya-Pa 3” – 5:01
2. „Libacja” – 4:05
3. „Po prostu życie” – 3:59
4. „Wychodki” – 3:27
5. „Nie można” – 3:33
6. „Brama ciemności” – 3:44
7. „Wąchacze” – 3:37
8. „Skok w bok” – 3:06
9. „Uzależnienie” – 3:22
10. „Sexwizja” – 3:40
11. „Mariojuana” – 1:07
12. „Hasz” – 3:56